# Ulefoss
Ulefoss este o localitate din comuna Nome, provincia Telemark, Norvegia, cu o suprafață de 2,38 km² și o populație de 2.290 locuitori (2013).